# Edmond O’Brien
Edmond O’Brien (* 10. September 1915 in New York City; † 8. Mai 1985 in Inglewood, Kalifornien) war ein US-amerikanischer Schauspieler, der für seine Nebenrolle in dem Film Die barfüßige Gräfin sowohl mit einem Oscar als auch mit einem Golden Globe Award ausgezeichnet wurde.

## Leben
Edmond O’Brien begann früh mit der Schauspielerei. Bereits im Teenageralter trat er mit Amateurgruppen auf Bühnen auf. Mit einem Collegestipendium studierte er Schauspiel an der Neighborhood Playhouse School in New York. Während er sich um Rollen bemühte, arbeitete er als Bankangestellter, ehe er über kleine Engagements in der Provinz an den Broadway kam. 1937 wurde er festes Mitglied bei den Mercury Players, einem Theaterensemble, das von Orson Welles geleitet wurde. Mit Welles trat er im Hörfunk und auf Theaterbühnen auf. Seine erste Filmrolle erhielt 1938 in Prison Break.
Da O’Brien nicht dem gängigen Schönheitsideal der Filmindustrie entsprach, wurde er überwiegend in Nebenrollen besetzt. Er konnte sich als Charakterdarsteller profilieren und stellte in den von ihm dargestellten Hauptrollen zumeist Anti-Helden dar. Mit seiner Rolle als Presseagent in dem Film Die barfüßige Gräfin kam er zu Oscar-Ehren und war 1964 für Sieben Tage im Mai ein weiteres Mal für einen Oscar nominiert. Bei den Filmen Freibrief für Mord und Menschenfalle übernahm Edmond zusätzlich zu seinen Filmrollen auch die Regie.
In den sechziger Jahren spielte er zunehmend auch Hauptrollen in Fernsehserien, unter anderem in Sam Benedict oder in The Long Hot Summer. Trotz schwerer Krankheit war er auch in den siebziger Jahren weiter beruflich tätig. Von 1941 bis 1942 war O’Brien mit der Schauspielerin Nancy Kelly verheiratet. Seine zweite Frau war der Musicalstar Olga San Juan. Seine Kinder Maria (* 1950) und Brendan (* 1962) sind ebenfalls als Schauspieler bzw. Synchronsprecher tätig. Der Drehbuchautor und Fernsehproduzent Liam O’Brien (1913–1996) war sein Bruder.
Edmond O’Brien starb 1985 an der Alzheimer-Krankheit. Er ist auf dem Friedhof „Holy Cross Cemetery“ in Culver City, Kalifornien, beigesetzt.

## Auszeichnungen
- 1955 – Golden Globe Award für Nebenrolle in Die barfüßige Gräfin
- 1955 – Oscar für Nebenrolle in Die barfüßige Gräfin
- 1963 – Western Heritage Award für das gesamte Ensemble von Der Mann, der Liberty Valance erschoß
- 1965 – Golden Globe 1965 für Nebenrolle in Sieben Tage im Mai
- 1965 – Oscarnominierung für Nebenrolle in Sieben Tage im Mai
- Zwei Sterne auf dem Hollywood Walk of Fame bei der Adresse 1719 Vine Street für Film und am Hollywood Boulevard für Fernsehen.

## Filmografie (Auswahl)

### Als Schauspieler (Auswahl)
- 1939: Der Glöckner von Notre Dame (The Hunchback of Notre Dame)
- 1941: A Girl, a Guy and a Gob
- 1941: Parachute Battalion
- 1942: Powder Town
- 1943: Neun Kinder und kein Vater (The Amazing Mrs. Holliday)
- 1946: Rächer der Unterwelt (The Killers)
- 1947: Ein Doppelleben (A Double Life)
- 1947: Das Netz (The Web)
- 1948: Aus dem Dunkel des Waldes (Another Part of the Forest)
- 1949: Sturm über dem Pazifik (Task Force) (Stimme)
- 1949: Sprung in den Tod (White Heat)
- 1950: Opfer der Unterwelt (D.O.A.)
- 1950: Gesetzlos (Backfire)
- 1950: Zwischen Mitternacht und Morgen (Between Midnight and Dawn)
- 1950: Der Henker saß am Tisch (711 Ocean Drive)
- 1950: Unser Admiral ist eine Lady (The Admiral Was a Lady)
- 1951: Der Revolvermann (The Redhead and the Cowboy)
- 1951: Am Marterpfahl der Sioux (Warpath)
- 1951: Die silberne Stadt (Silver City)
- 1951: Zwei von einer Sorte (Two of a Kind)
- 1952: Terror am Rio Grande (Denver and Rio Grande)
- 1952: Die größte Schau der Welt (The Greatest Show on Earth) (Cameo-Auftritt)
- 1952: The Turning Point
- 1953: Der Mann mit zwei Frauen (The Bigamist)
- 1953: Der Mann im Dunkel (Man in the Dark)
- 1953: The Hitch-Hiker
- 1953: Julius Caesar
- 1954: Die barfüßige Gräfin (The Barefoot Contessa)
- 1954: Shanghai Hotel (The Shanghai Story)
- 1954: Freibrief für Mord (Shield for Murder)
- 1955: Es geschah in einer Nacht (Pete Kelly's Blues)
- 1956: Zwischen Himmel und Hölle (D-Day the Sixth of June)
- 1956: Neunzehnhundertvierundachtzig (1984)
- 1956: The Girl Can’t Help It
- 1956: Anklage: Hochverrat (The Rack)
- 1957: Herrscher über weites Land (The Big Land)
- 1959: Geheimkommando (Up Periscope)
- 1960: Johnny Midnight (Fernsehserie, 39 Folgen)
- 1960: Höllenfahrt (The Last Voyage)
- 1961: Ein charmanter Hochstapler (The Great Impostor)
- 1962: Der Gefangene von Alcatraz (Birdman of Alcatraz)
- 1962: Der längste Tag (The Longest Day)
- 1962: Der Mann, der Liberty Valance erschoß (The Man Who Shot Liberty Valance)
- 1962: Mondgeflüster (Moon Pilot)
- 1962–1963: Sam Benedict (Fernsehserie, 28 Folgen)
- 1964: Rio Conchos
- 1964: Sieben Tage im Mai (Seven Days in May)
- 1965: Das Vorleben der Sylvia West (Sylvia)
- 1965: Die Gierigen (Synanon)
- 1966: Die phantastische Reise (Fantastic Voyage)
- 1966: The Long Hot Summer (Fernsehserie, 13 Folgen)
- 1967: Der grausame Job (Peau d'espion)
- 1968: Kobra, übernehmen Sie (Mission: Impossible; Fernsehserie, 1 Folge)
- 1969: Ihr Auftritt, Al Mundy (It Takes a Thief; Fernsehserie, 1 Folge)
- 1969: The Wild Bunch – Sie kannten kein Gesetz (The Wild Bunch)
- 1969: Sexualprotz wider Willen (The Love God?)
- 1970–1976: The Other Side of the Wind [gezeigt 2018]
- 1972: Die Straßen von San Francisco (Fernsehserie, 1 Folge)
- 1972: Die Spur der schwarzen Bestie (They Only Kill Their Masters)
- 1974: Lucky Luciano
- 1974: König Ballermann (99 and 44/100% Dead)

### Als Regisseur
- 1954: Freibrief für Mord (Shield for Murder)
- 1958: Schlitz Playhouse of Stars (Fernsehserie, 1 Folge)
- 1961: Die Menschenfalle (Man-Trap)